# Muziekvereniging Kunst Na Arbeid Dordrecht
Kunst Na Arbeid is een muziekvereniging uit Dordrecht.

## Geschiedenis
Kunst Na Arbeid werd in april 1907 opgericht door enkele (Guano) fabrieksarbeiders in Zwijndrecht. Na enkele jaren werd de Oude Maas overgestoken en settelde de vereniging zich, in de jaren twintig, in Het Hof te Dordrecht, dat op zijn beurt begin jaren dertig werd omgeruild voor het Kromhout eveneens in Dordrecht waar het verenigingsgebouw sindsdien te vinden is. 
Lange tijd bloeide en groeide KNA. Het was een drumfanfarekorps met slagwerkers, een blazersensemble, majorettes en schellenboomdragers, dat waren meestal leerlingen die hun plekje bij de slagwerkers of blazers nog moesten verdienen. Er waren optredens in binnen- én buitenland, maar in de jaren tachtig en negentig volgde een kentering. “Mensen gingen massaal andere activiteiten doen, naar de camping bijvoorbeeld, en wilden niet meer twee keer in de week, op de donderdag en zondag, repeteren. KNA is altijd een grote sociale, hechte familievereniging geweest met vaak meerdere generaties van één familie. Dit betekende helaas ook dat de vereniging meteen hele groepen kwijtraakte.”
Er volgde een dieptepunt. In de jaren negentig was het aantal leden op drie handen te tellen. Maar uiteindelijk werd het gezelschap weer een goed lopende vereniging, met professionele leiding en workshops om te professionaliseren. Dat neemt niet weg dat het sociale element ook een belangrijke rol speelt: met regelmaat zijn er feestjes en evenementen om de sociale band optimaal te houden.
In 2022 werd het 115-jarig bestaan gevierd.

## Claudia de Breij
Gerepeteerd wordt er iedere donderdagavond, in aanloop naar een concert iets vaker. Jaarlijks geeft het gezelschap twee vaste concerten: het nieuwjaarsconcert op de eerste zondag van het jaar en het traditionele wijkconcert op het Vrieseplein in april. De muziekvereniging stond ook met cabaretière en zangeres Claudia de Breij op het toneel van Schouwburg Kunstmin. Zij wilde graag dat tijdens haar voorstelling de muziek door een lokaal orkest werd gespeeld.